# Interlingvistik
Interlingvistik är, i vidaste bemärkelse, vetenskapen om språklig kommunikation mellan människor som inte förstår varandras förstaspråk. Man intresserar sig för hur olika språk (linguae francae) samt översättning och tekniska hjälpmedel fungerar i sådan kommunikation. Ibland intresserar man sig för fenomen som kan observeras hos dem som lär sig ett andraspråk eller har kommit att använda ett sådant. Där finns beröringspunkter med kontrastiv lingvistik (synkron jämförande språkforskning), men också med språksociologi, språkplanering och språkpolitik.  
Ofta avses med "interlingvistik" mera specifikt vetenskapen om språk som har kommit till primärt för mellanfolklig kommunikation. Sådana "hjälpspråk" kan uppstå spontant (pidginspråk) eller som resultat av en avsiktlig handling ("planspråk"). I det senare fallet handlar det om konstruerade (konstgjorda, artificiella) språk, bland vilka volapük, esperanto, ido och interlingua kan nämnas. Det finns också artificiella språk, till exempel Tolkiens språk, vars syfte inte är interlingvistiskt, och sådana som har haft det, men som har fått en annan användning, till exempel blissymboler. 
Enligt den danske lingvisten Otto Jespersen (1931) är interlingvistiken den gren av språkvetenskapen som befattar sig med strukturen och grundideerna hos alla språk, med tanke på etablerandet av en norm för mellanfolkliga språk, dvs. för hjälpspråk avsedda för muntlig och skriftlig användning mellan folk som inte kan göra sig förstådda med sina modersmål. Enligt denna definition är forskning om möjligheterna att optimera mellanfolklig kommunikation centralt inom ämnet, och målet kan vara att konstruera ett nytt språk avsett för internationellt bruk eller för användning inom en mångspråkig statsbildning. Principerna är i grunden samma som de som är tillämpliga för språkplanering hos nationella språk, och de har motsvarigheter i Grices samtalsmaximer
Flertalet interlingvistiska studier är dock knappast konstruktiva utan snarare deskriptiva, jämförande, historiska och sociolingvistiska. Om esperanto finns också en relativt omfattande filologisk litteratur (esperantologi). 
Interlingvistiska aspekter finns också hos de kontrollerade språken, som har kommit till för att underlätta kommunikationen inte bara mellan olikspråkiga utan också mellan likspråkiga.

## Typer av mellanfolkliga språk
Man kan klassificera dessa språk enligt kommunikationsmediet (tal, skrift, åtbörder, mm.) samt tillblivelsen (spontan eller artificiell). I tabellen här nere nämns bara ett fåtal representanter. 
|              | Enbart talspråk                                                  | Tal- och skriftspråk                                                   | Enbart skriftspråk                                                    | Teckenspråk                                  | Multimedialt språk                                                                       |
| ------------ | ---------------------------------------------------------------- | ---------------------------------------------------------------------- | --------------------------------------------------------------------- | -------------------------------------------- | ---------------------------------------------------------------------------------------- |
| Spontana     | Lingua franca, Russenorsk och många andra pidginspråk            | Fanagalo, Tok pisin och andra stabiliserade pidginspråk och kreolspråk | Kinesiska tecken (använda mellan talare av olika språk och dialekter) | Prärieindianernas mellanfolkliga teckenspråk |                                                                                          |
| Artificiella | Ett skriftlöst konstruerat språk, Damin, hade en annan funktion. | Volapük, Esperanto, Ido, Interlingua och många fler                    | Bliss-symboler och andra "pasigrafier"                                | Gestuno (mellanfolkligt språk för döva)      | Solresol (kan kommuniceras med toner, färger, semafor, fingerberöring, knackningar, mm.) |

Bland de artificiella språken brukar man skilja mellan aprioriska och aposterioriska. De aposterioriska bygger på ett eller, oftast, flera källspråk. I de flesta fall utgörs källspråken av västerländska språk och deras gemensamma förråd av internationella ord. 
De aprioriska, till exempel Solresol samt 1600-talets filosofiska språk och 1900-talets logiska språk, till exempel Loglan och Lojban, bygger antingen inte på källspråk, eller så gör de det på ett sätt som inte är uppenbart. Spontant uppkomna mellanfolkliga språk är alltid aposterioriska eller ikoniska (med avbildande och efterhärmande tecken). 
En annan distinktion, som är tillämplig hos aposterioriska språk, är den mellan schematiska (rationalistiska) och naturalistiska. De senare är mycket lik sina källspråk i fråga om ordens form – orden ser ut som föga assimilerade lånord – medan de förra främst utnyttjar egna medel för en regelbunden ordbildning. I detta avseende skiljer sig det mera schematiska språket Esperanto från det klart naturalistiska, nylatinska språket Interlingua. Naturalistiska språk är i viss mån omedelbart begripliga för talare av deras källspråk. Stabiliserade pidginspråk och kreolspråk, vars ”naturlighet” inte kan ifrågasättas, är dock inte naturalistiska, utan i hög grad schematiska. På grund av detta är de oftast inte omedelbart begripliga för talare av deras huvudsakliga källspråk, men de är lättinlärda för alla. På grund av sina schematiska drag är också Esperanto mera lättinlärd än Interlingua för dem som inte känner till något romanskt språk. 
Attributen apriori / aposteriori samt schematisk / naturalistisk används också på enskilda ordformer eller andra särdrag hos konstruerade språk.